# Зайцев Микола Олександрович
Микола Олександрович Зайцев (29 грудня 1902, село Любниця, тепер Валдайський район, Новгородська область, Російська Федерація — 21 вересня 1965, Москва) — український радянський діяч, гірничий інженер, начальник вугільних комбінатів «Сталінвугілля» і «Артемвугілля». Герой Соціалістичної Праці (28.08.1948). Депутат Верховної Ради УРСР 2-3-го скликань. Кандидат технічних наук, член-кореспондент АН УРСР (1951).

## Біографія
Народився у селянській родині. У 1920 році після закінчення середньої школи в місті Старій Руссі
поступив у Петроградський гірничий інститут.
У 1924—1925 роках, тимчасово залишивши навчання, працював чорноробом на Волховбуді та на Ленінградській міській залізниці. У 1925—1926 роках проходив службу в Червоній армії.
Після демобілізації повернувся до навчання в Ленінградському гірничому інституті, який успішно закінчив у 1929 році. Був направлений на роботу в Донбас, де працював на шахтах трестів «Дзержинськвугілля» і «Артемвугілля» на посадах начальника вентиляції, завідувача механізацією, головного механіка та головного інженера шахти. Потім був призначений головним інженером цих трестів і активно брав участь у розвитку шахт Центрального району Донбасу до 1941 року.
З початком німецько-радянської війни брав участь у руйнуванні шахт Донбасу. У 1942 році був призваний в Червону Армію, але невдовзі був відкликаний у розпорядження Народного комісаріату вугільної промисловості СРСР і призначений начальником виробничо-технічного відділу комбінату «Молотоввугілля». Незабаром став головним інженером тресту «Сталінвугілля» у місті Губасі Молотовської області РРФСР. Займався нарощуванням видобутку вугілля в Кізеловському басейні і до кінця війни працював головним інженером — заступником начальника комбінату «Молотоввугілля».
Член ВКП(б) з 1945 року.
У травні 1945 року повернувся в Донбас і був призначений головним інженером комбінату «Артемвугілля» Сталінської області.
У лютому 1946—1947 р. — начальник комбінату «Сталінвугілля» Сталінської області. У 1947—1953 р. — начальник комбінату «Артемвугілля» Сталінської області.
У 1951 році захистив кандидатську дисертацію і став членом-кореспондентом АН УРСР. Співпрацюючи із Інститутом гірничої справи АН УРСР, проводив науково-дослідні роботи в області пошуку раціональних схем розробки газонасичених шахт крутого падіння Центрального району Донбасу, схильних до раптових викидів вугілля і газу.
У 1953 році було прийнято рішення про об'єднання комбінатів «Артемвугілля» та «Сталінвугілля», і Зайцев був призначений головним інженером нового об'єднання. Однак у 1953 році він переніс серйозне серцеве захворювання. Внаслідок цього обійняв посаду директора Сталінського науково-дослідного вугільного інституту, де працював у 1953—1954 роках. У 1955 році був обраний за конкурсом на посаду завідувача кафедри «Розробка родовищ корисних копалин» гірничого факультету Київського політехнічного інституту, але вже цього ж року переїхав до Москви.
У 1955—1957 р. — заступник міністра будівництва підприємств вугільної промисловості СРСР. На новій посаді займався будівництвом нових шахт у багатьох районах СРСР, і перш за все у Кузбасі. Брав участь у ліквідації наслідків важких аварій, викликаних раптовими викидами вугілля і газу в Карагандинському і Печорському басейнах. У зв'язку із ліквідацією та реорганізацією міністерства у 1957 році був переведений на роботу в Держплан РРФСР.
У 1957—1960 р. — начальник відділу вугільної, торф'яної і сланцевої промисловості — член колегії Державної планової комісії РРФСР.
У 1960—1965 р. — завідувач лабораторії організації гірничого виробництва; завідувач відділу технології та механізації підземного видобутку вугілля Інституту гірничої справи імені Скочинського АН СРСР у Москві.
З 1960 року працював за сумісництвом головою Центральної комісії по боротьбі з силікозом. У рамках цієї комісії було виконано ряд науково-дослідних робіт, які відіграли значну роль у профілактиці цього професійного захворювання гірників.
Був членом гірничої секції Комітету по Ленінських преміях у галузі науки і техніки, членом Вченої ради ІГС імені Скочинського, членом Науково-технічної ради Державного комітету з паливної промисловості при Держплані СРСР, членом редколегії журналу «Майстер вугілля».
Основні дослідження присвячені раціональним системам розробки багатогазових крутоспадних вугільних пластів, відновленню зруйнованих під час війни вугільних шахт Донбасу, механізації та підвищенню безпеки праці.
Похований у Москві на Новодівичому кладовищі (ділянка № 6).

## Звання
- гірничий генеральний директор

## Нагороди та премії
- Герой Соціалістичної Праці (28.08.1948) — за видатні успіхи в справі збільшення видобутку вугілля, відновлення та будівництва вугільних шахт та впровадження передових методів роботи, що забезпечують значне зростання продуктивності праці
- два ордени Леніна (1946; 28.08.1948)
- орден Трудового Червоного Прапора
- орден «Знак Пошани» (1943) — за виконання завдань уряду щодо забезпечення оборонних заводів вугіллям
- медалі
- знак «Шахтарська слава» трьох ступенів